# 13-й судоремонтный завод
Федеральное государственное унитарное предприятие «13 судоремонтный завод Черноморского флота» Министерства обороны Российской Федерации — российское судоремонтное предприятие, расположенное в городе Севастополь, в Килен-бухте. Производит комплексный ремонт кораблей и судов Военно-Морского Флота.

## Названия
- Севастопольский судоремонтный завод Черноморского флота (1945—1954)
- 13 завод ВМС СССР (с 1954)
- Севастопольский судоремонтный завод ЧФ России (1997—2003)
- ФГУП «13 СРЗ ЧФ» Минобороны России (с 2003)

## История
26 января 1887 года было получено разрешение на создание механической мастерской.
В 1891 году в Южной бухте была создана электромеханическая мастерская Севастопольского порта, которая занималась ремонтом портовых средств, катеров и шлюпок, артиллерийских щитов и мишеней.
В 1913 году в здании мастерской были построены корпусной и литейные цеха.
В 1945 годы был издан приказ, на основании которого механическая и электроремонтная мастерские были объединены в Севастопольский судоремонтный завод Черноморского флота.
Завод был основан в конце 1945 года в соответствии с циркуляром ВМФ СССР как Севастопольский судоремонтный завод Черноморского флота. Базой для завода стали мастерские в Килен-бухте, возвращённые в апреле 1945 года из эвакуации в Поти.
В середине шестидесятых годов двадцатого века заводу поручаются работы по переоборудованию судов. В середине 70-х годов двадцатого века цеха завода освоили ремонт кораблей проектов 1134Б, 1124, 1124М, 1234, 257, 1265, 266, 266М.
В 2005—2006 годах были выполнены работы по агрегатной замене РЛС МР-600 «Восход» на МР-650 «Подберезовик» на большом противолодочном корабле «Керчь».
В 2012 году специалистами завода по государственному оборонному заказу отремонтировано 82 боевых корабля и судна обеспечения. Среди них гвардейский ракетный крейсер «Москва», а также ракетный корабль на воздушной подушке «Бора», малые противолодочные корабли «Касимов» и «Александровец», морской тральщик «Иван Голубец». Впервые в новейшей истории заводчане освоили 1 млрд рублей.

## Руководители
Начальники завода:
- С 1945 по 1953 — Айзин Арон Бенционович
- С 1953 по 1976 — Парасенко Михаил Иванович
- С 1976 по 1983 — Дивов Геннадий Борисович
- С 1983 по 1986 — Хасиев Дмитрий Анатольевич
- С 1986 по 1996 — Величко Анатолий Тихонович
- С 1996 по 1998 — Савинкин Василий Михайлович
- С 1998 по 2003 — Арутюнян Степан Суренович
- С 2003 по 2009 — Киселев Виталий Леонидович
- С 2009 по 2011 — Лукашевич Сергей Петрович
- С 2011 по 2015 — Новогрибельский Сергей Анатольевич
- С 2015 по 2017 — капитан 2 ранга Беспалов Юрий Вячеславович
- с 2017 по 2020 - Юрьев Александр Петрович
- С 2020 по н.в. - Флоря Павел Николаевич

## Деятельность
Завод производит: комплексный ремонт по поддержанию технической готовности кораблей и судов ВМФ; средний, текущий и доковый ремонт кораблей и судов 1, 2, 3 и 4 ранга; обслуживание военной техники и выполнения отдельных работ по ремонту корпусных конструкций, механизмов, систем и устройств кораблей и судов до 1 ранга включительно; экспертное обследование и ремонт объектов Гостехнадзора.
Виды производства: корпусно-доковое, механическое, электротехническое, электромонтажное, деревообрабатывающее, трубопроводное, радиотехническое, гальваническое, кузнечно-литейное, турбодизельное.
На заводе работают около 1800 человек. По данным сайта list-org.com предприятие в 2015 году произвело работ более чем на 2 млрд руб., чистая прибыль составила 127 млн руб.

## Награды
За успешную работу по поддержанию боевой готовности кораблей ЧФ завод награждался переходящими Красными знаменами ЦК КПСС, Совета министров СССР, ВЦСПС в 1973, 1975, 1977, 1983, 1984, 1985, 1986, 1987, 1988 годах и 1989 году навечно.
18 декабря 1987 года завод награжден орденом Трудового Красного Знамени.